# Шпорниц
Шпорниц (нем. Spornitz) — община в Германии, в земле Мекленбург-Передняя Померания.
Входит в состав района Пархим. Подчиняется управлению Пархимер Умланд.  Население составляет 1383 человека (на 31 декабря 2010 года). Занимает площадь 48,81 км².
Коммуна подразделяется на 4 сельских округа.